# ناسخة كحولية
الناسخة الكحولية أو المستنسخ الكحولي (يشار إليه أيضا بماكينة الديتو في الولايات المتحدة أو آلة باندا في المملكة المتحدة) هو أسلوب للطباعة بكميات صغيرة يستخدم غالباً في الغرب من قبل المدارس والكنائس. مصطلح «الناسخ الكحولي» يشير إلى الكحول الذي يعتبر عنصرًا رئيسيًا من المذيبات المستخدمة كأحبار في هذه الآلات. أحيانًا ما يتم الخلط بين الناسخة الكحولية وناسخة الروسم التي هي في الواقع تكنولوجيا مختلفة.

## نبذة تاريخية
ابتُكرت الناسخة الكحولية على يد فيلهلم ريتزرفيلد في عام 1923. كانت شركة ديتو في ولاية إلينوي أكثر الشركات المصنعة شهرةً في الولايات المتحدة والعالم. تُصنّع الآلات الناسخة في المملكة المتحدة بشكل عام من قبل شركة آسوشييتد أوتوميشن في ويلسدن، لندن، وهي شركة فرعية تابعة لشركة إليوت أوتوميشن لصناعة الحاسب لصالح شركة بلوك آند أندرسون، تحت علامتهم التجارية «باندا». في كلتا الحالتين، أصبحت العلامة التجارية اسمًا عامًّا لكل من آلات النسخ والعملية الصناعية في أسواق كل منهما.
كانت الروائح الأخاذة المنبعثة من صفحات الناسخة الجديدة سمة من سمات الحياة المدرسية في عصر الناسخة الكحولية.

## التصميم
تستخدم الناسخة «نسخ أصلية كحولية» من طبقتين، وتسمى أيضًا «أوراق رئيسية» (ورق تفريغ). يمكن الرقن أو الرسم أو الكتابة فوق الورقة الأولى. تغلَّف الورقة الثانية بطبقة من الشمع المغمور بأحد الملونات المتنوعة. يؤدي ضغط الكتابة أو الرقن على الورقة الأولى إلى نقل الشمع الملون من الورقة الثانية إلى الجانب الخلفي اللامع/المغلف للورقة الأولى منتجًا صورة طبق الأصل، وهي نفس نتيجة وضع ورقة الكربون في الاتجاه العكسي. تُفصل الورقتان، وتُثبَّت الورقة الأولى على أسطوانة الآلة، مع مواجهة الجانب الخلفي، فيعمل لوحًا للطباعة.
لا يوجد حبر منفصل يُستخدم في النسخ الكحولي، لأن الشمع المنقول إلى الجانب الخلفي من الورقة الأولى يحتوي على الحبر. عندما تتحرك الورقة، المقرر طبعها، عبر الطابعة، ينتشر المذيب عبر كل ورقة بواسطة فتيل ماص. عندما يلامس الورق المشرّب بالمذيب الجانب الخلفي للورقة الأولى، فإنه يذوِّب ما يكفي من الشمع المصبوغ لطباعة الصورة على الورقة في أثناء مرورها تحت أسطوانة الطباعة. يمكن للطبعة الأصلية إنتاج 40 نسخة جيدة أو نحو ذلك، ثم تصبح النسخ شاحبة تدريجيًا مع استنفاد الشمع الملون.

### الألوان
كان اللون الشمعي المعتاد هو أرجوان الأنيلين (موف)، وهو صبغة رخيصة معتدلة المتانة توفر تباينًا جيدًا، وعلى الرغم من ذلك، كانت النسخ الأصلية تُصنع أيضًا بالألوان الأحمر، والأخضر، والأزرق، والأسود، وبالألوان البرتقالي والأصفر والبني التي يصعب العثور عليها. يُعاد إنتاج كل الألوان باستثناء الأسود بألوان الباستيل: الوردي، والأخضر الربيعي، والأزرق السماوي، وما إلى ذلك.
كان لدى الناسخات الكحولية قدرة مفيدة على طباعة ألوان متعددة في تمرير واحد، الأمر الذي جعلها تحظى بشعبية بين رسامي الكرتون. يمكن صنع تصميمات متعددة الألوان عن طريق تبديل الأوراق الثانية المشمّعة، فعلى سبيل المثال؛ تظليل الجزء الأحمر فقط من الرسم التوضيحي، بينما توضع الورقة العلوية فوق ورقة ثانية مشمعة بالأحمر. لقد كان ذلك ممكنًا، لأن سائل النسخ لم يكن حبرًا، بل مذيبًا شفافًا.
يتكون سائل النسخ عادة من مزيج بنسبة 50/50 من الإيزوبروبانول والميثانول، وكلاهما رخيص الثمن، ومتوفر بسهولة من ناحية الكمية، وسريع التبخر، ولا يجعد الورق.
في عام 1938، اخترع يوهان بيوركستن مذيبًا غير قابل للاشتعال لإتاحة إمكانية استخدام الآلات التي تعمل بالكهرباء دون القلق من قابلية الكحول الميثيلي/الإيثيلي النقي للاشتعال. «تركيبة تتألف من 10% من ثلاثي كلورو فلورو الميثان، و90% من خليط من الميثانول 50%، والإيثانول 40%، و5% ماء، و5% من 2-إيثوكسي إيثانول. يتميز هذا الخليط المذيب بأنه غير قابل للاشتعال في المساحة المغلقة للخزان، وله نقطة وميض قدرها 100 درجة فهرنهايت عند تعرضه للهواء بشكل كامل. يتّسم الخليط المذيب برائحة طيبة، وسمّية منخفضة، ويعطي على الأقل نسخًا جيدة مثل سائل النسخ قبل إضافة ثلاثي كلورو فلورو الميثان. يُعتقد أن الكفاءة العالية لثلاثي كلورو فلورو الميثان كعامل للحد من الاشتعال ترجع إلى أن نقطة الغليان فيه منخفضة بما يكفي لتكوين طبقة بخار غير قابلة للاشتعال على سطح المذيب العضوي، ودرجة الغليان عالية وكافية لتحتفظ بها المذيبات إلى حد كبير حتى في درجات حرارة الصيف المرتفعة».